# Ямской (Беломестненское сельское поселение)
Ямской — посёлок в Ливенском районе Орловской области России.
Входит в Беломестненское сельское поселение.

## География
Расположен на правом берегу реки Сосна, вдоль автомобильной дороги 54К-185, граничит на севере с административным центром поселения — слободой Беломестное.

### Улицы
| - ул. 1-я Луговая - ул. 2-я Луговая - ул. 2-я Северная - ул. Благодатная - ул. Весенняя - ул. Добрая - ул. Жасминная | - ул. Заречная - ул. Изумрудная - ул. Кленовая - ул. Лесная - ул. Луговая - ул. Мирная - ул. Новосёлова | - ул. Пирогова - ул. Радужная - ул. Ромашковая - ул. Светлая - ул. Северная - ул. Солнечная - ул. Цветочная | - ул. Шатилова - ул. Южная - ул. Ямская - пер. Закатный - пер. Заречный - пер. Каштановый - пер. Рассветный |

## Население
| 2002 | 2010 |
| ---- | ---- |
| 93   | ↗175 |